# 魏国运
魏国运（1914年5月8日—2017年6月30日）湖北省监利县人，中国人民解放军开国少将。

## 生平
1914年5月8日，魏国运出生在监利县一个贫农家庭。幼年读过两年私塾，曾给地主放牛，还曾乞讨，学木匠，当裁缝。1930年，魏国运参加中国共产党领导的打土豪、分田地革命活动，并配合游击队攻打国民党国防队。1931年，到红军被服工厂当青工，同年在工厂加入中国共产主义青年团。1932年参加中国工农红军，同年加入中国共产党。先后在红三军九师警卫营、八师二十四团、七师二十一团当警卫员、班长。
1935年，魏国运随红二方面军参加长征，任四师十团党总支书记。1936年4月底，红二方面军占领金沙江石鼓镇渡口，魏国运所在团掩护主力渡过金沙江。
抗日战争时期，魏国运历任八路军前方总指挥部参谋处参谋，中国人民抗日军政大学第一分校队长，八路军前方总指挥部参谋股长、科长，军委总参谋部一处五科副科长。在八路军前方总指挥部工作期间，魏国运参加了平型关战斗和百团大战。1938年，魏国运所在的八路军总部司令部决定成立一个党支部，魏国运当选为支部委员兼党小组长，朱德被编在该小组。
第二次国共内战时期，魏国运历任中原军区司令部参谋处副处长、江汉军区鄂中军分区副司令员兼参谋长、湖北军区荆州军分区副司令员兼参谋长。
中华人民共和国成立后，魏国运任湖北军区荆州军分区副政治委员，空军航空兵第23师政治委员，广州军区空军指挥所政治部主任，武汉军区空军政治部主任、空军工程部部长等职。1961年晋升少将军衔。1983年7月离休。
1986年7月16日，魏国运所在干休所成立第一党支部，首任书记是杨思禄，魏国运任组织委员。后来杨思禄身体不好，魏国运接替杨思禄担任该干休所党支部书记。2014年，魏国运被中国人民解放军总政治部评为“全军先进离休干部”。2017年6月30日，魏国运在北京中国人民解放军空军总医院病逝，享年103岁。